# Бучек (Свецький повіт)
Бучек (пол. Buczek, нім. Butzig) — село в Польщі, у гміні Єжево Свецького повіту Куявсько-Поморського воєводства.
Населення — 150 осіб (2011).
У 1975-1998 роках село належало до Бидгощського воєводства.

## Демографія
Демографічна структура станом на 31 березня 2011 року:
|          | Загалом | Допрацездатний вік | Працездатний вік | Постпрацездатний вік |
| -------- | ------- | ------------------ | ---------------- | -------------------- |
| Чоловіки | 72      | 22                 | 48               | 2                    |
| Жінки    | 78      | 35                 | 35               | 8                    |
| Разом    | 150     | 57                 | 83               | 10                   |